# Drogo (syn Karola Wielkiego)
Drogo (Dreux lub Drogon) (ur. 17 czerwca 801, zm. 8 grudnia 855) – nieślubny syn Karola Wielkiego i jego konkubiny Reginy.
Po śmierci ojca, jako kandydat do tronu i zagrożenie dla Ludwika Pobożnego, został przeznaczony do kariery duchownej. W 818 roku został klerykiem, a w 820 roku opatem w Luxeuil. Od 823 roku był biskupem Metz.
Przez całe życie pozostaje wierny swojemu bratu Ludwikowi Pobożnemu. Po śmierci Ludwika Pobożnego służył wiernie jego najstarszemu synowi, Lotarowi.
Został pochowany w kościele opactwa św. Arnulfa w Metz.